# Bernard de Montfaucon
Bernard de Montfaucon (Soulatgé, 16 gennaio 1655 – abbazia di Saint-Germain-des-Prés, Parigi, 21 dicembre 1741) è stato un monaco cristiano, paleografo e archeologo francese.
Appartenne alla congregazione benedettina di San Mauro. Fu uno studioso ed un erudito, curò l'edizione delle opere dei Padri della Chiesa ed è considerato il fondatore della paleografia greca; è inoltre considerato uno dei padri della moderna archeologia.

## Biografia
Bernard de Montfaucon nacque da nobile famiglia il 16 gennaio 1655 nel castello di Soulatgé, un piccolo paese nell'attuale dipartimento dell'Aude. Ma quando aveva un anno si trasferì al castello di Roquetaillade, residenza abituale della sua famiglia. A sette anni fu mandato a Limoux nel collegio dei Padri della Dottrina Cristiana.
Montfaucon servì nell'esercito francese, fu ammesso a 17 anni nei cadetti di Perpignano e partecipò alla Guerra d'Olanda del 1673. Fu poi capitano dei granatieri nel reggimento di Languedoc e combatté in due campagne agli ordini di Turenne; partecipò alla Battaglia di Marienthal e si ammalò nella Saverne (in Alsazia).
A causa di questa malattia infettiva fece voto alla Madonna di Marceille di donare cento tornesi alla cappella della stessa e di farsi monaco benedettino se fosse tornato sano e salvo al suo paese.
Dopo la morte del padre, perciò, nel 1675, prese l'abito benedettino nel monastero della Daurade di Tolosa, dove poté studiare varie lingue antiche: greco, ebraico, caldeo, siriaco e copto, nonché la numismatica.

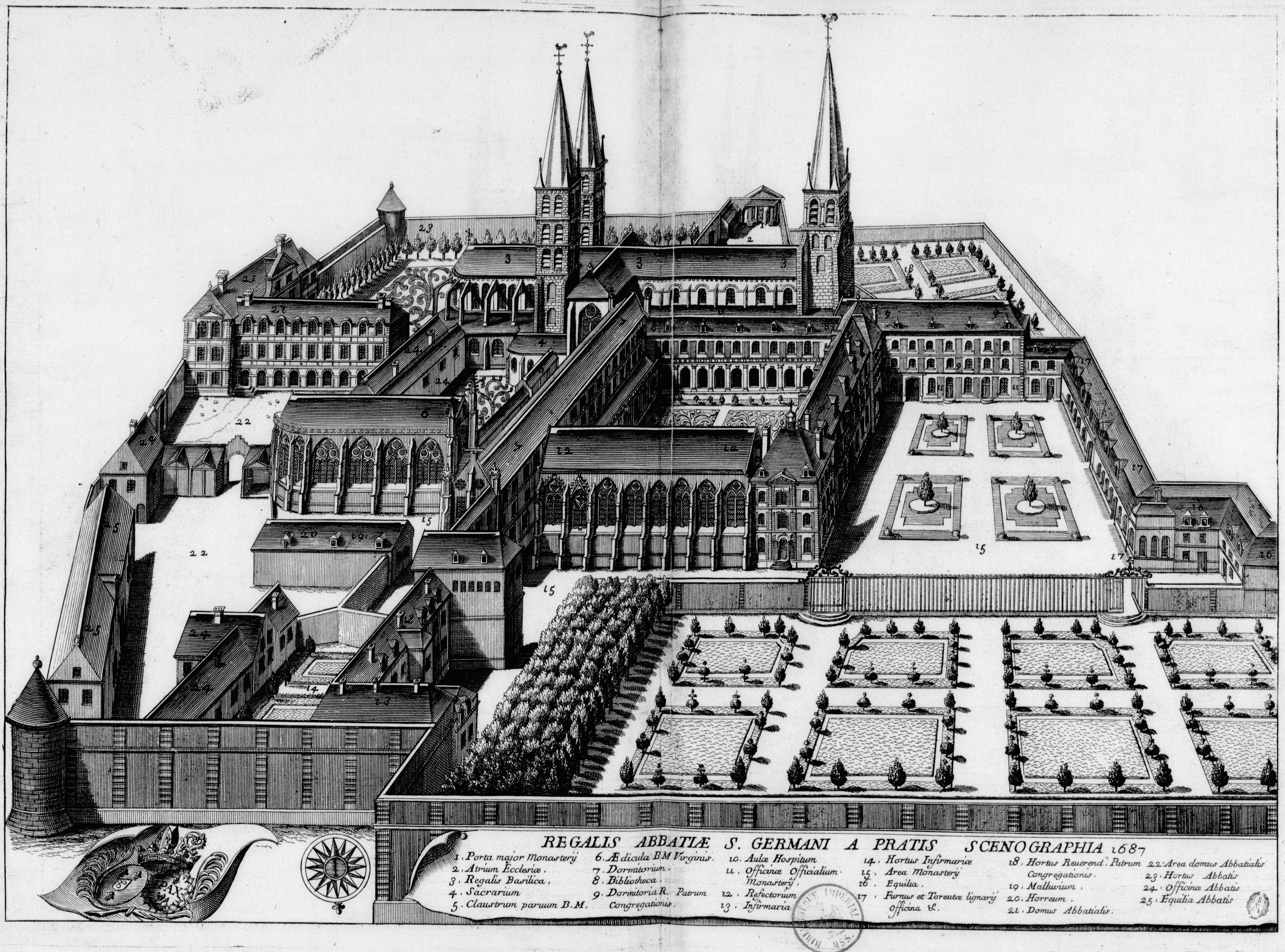
Saint-Germain-des-Prés in una stampa del 1687

Nel 1687 Montfaucon fu chiamato all'abbazia di Saint-Germain-des-Prés, dove cominciò a lavorare all'edizione delle opere dei Padri della Chiesa sotto la guida di dom Jean Mabillon.
Circondato da un gruppo di studiosi, (l'Accademia dei Bernardini), pubblicò le opere di vari Padri della Chiesa greca e si legò a Du Cange, sotto la cui direzione lavorò per un periodo.
Nel 1698 intraprese un viaggio in Italia, alla ricerca di manoscritti per la pubblicazione delle opere di San Giovanni Crisostomo. Visitò le biblioteche di Milano, Modena, Venezia, Ravenna, Bologna, Firenze, Montecassino e soprattutto Roma. A Milano incontrò Ludovico Antonio Muratori. A Roma papa Innocenzo XII che aveva favorito il suo viaggio lo ricevette con onore, ma suscitò la gelosia dello Zacagni, vicebibliotecario alla Biblioteca Vaticana, ed ebbe problemi con i Gesuiti. Nel 1701 tornò in Francia.
Nel 1705 esaminò e pubblicò i manoscritti greci della collezione del duca di Coislin.
Nel 1719 Montfaucon fu ammesso, su designazione del reggente Filippo d'Orléans, all'Académie des Inscriptions et Belles-Lettres.
Nello stesso anno, dopo la morte del gesuita Michel Le Tellier, antico confessore di Luigi XIV, Bernard de Montfaucon fu nominato al suo posto come confessore del giovane Luigi XV.
Sempre nel 1719 studiò la sepoltura megalitica di Houlbec-Cocherel, nel dipartimento dell'Eure.
Nel 1723 esplorò il sito di Olimpia in compagnia dell'arcivescovo di Corfù.
Bernard de Montfaucon morì il 21 dicembre 1741 nell'abbazia di Saint-Germain-des-Prés.

## Opera

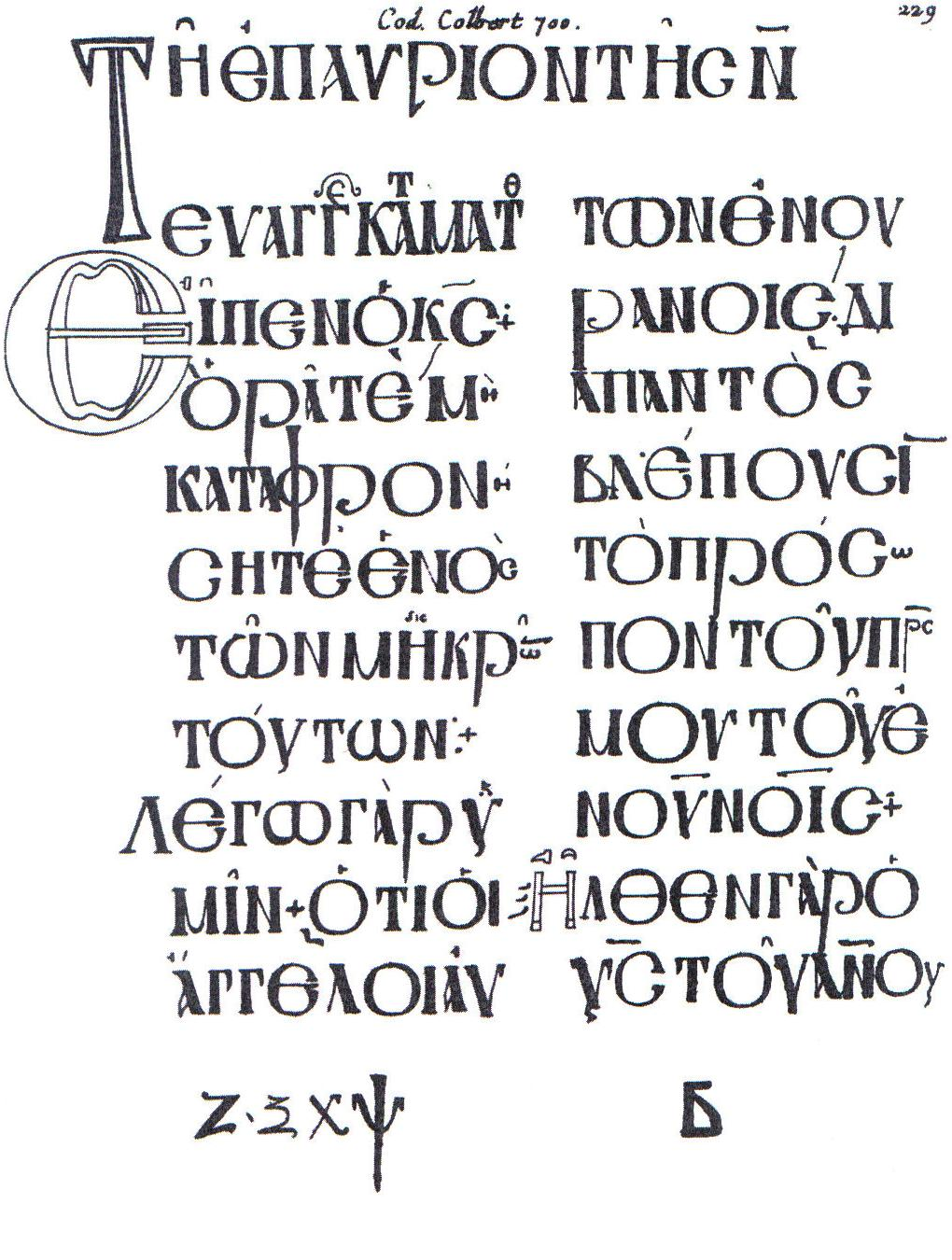
Esempio di facsimile di Montfaucon, che riproduce il Codex Colbertinus 700, con il testo di Matteo 18:10

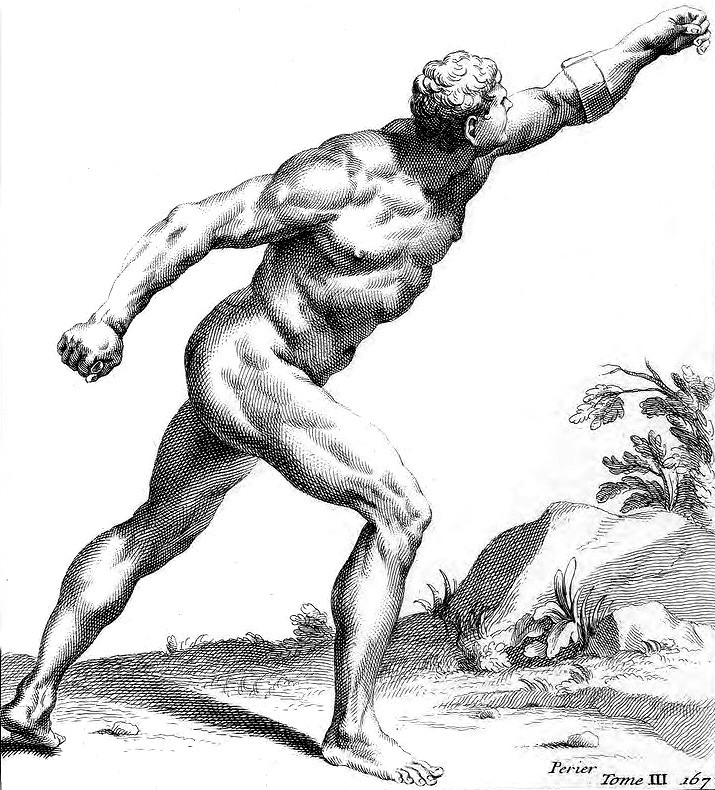
Lottatore greco da L'Antiquité expliquée.

Dom Bernard de Montfaucon è spesso considerato il fondatore della paleografia, dal momento che con la pubblicazione, nel 1708, della Paleographia Graeca venne usata per la prima volta proprio la parola "paleografia". Montfaucon dava a questo termine un significato ampio, che inglobava la codicologia insieme allo studio delle scritture librarie.
In particolare egli è considerato il fondatore della paleografia greca. Il suo ruolo in tale disciplina viene paragonato a quello svolto dal suo maestro Jean Mabillon per la paleografia latina (significativo è il fatto che le loro tombe, nell'abbazia di Saint-Germain-des-Prés, siano poste l'una accanto all'altra). Egli ha creato la nuova disciplina e l'ha esposta in modo compiuto.
Nella sua opera il benedettino francese descrisse l'evoluzione storica del disegno delle lettere dell'alfabeto greco, le abbreviazioni, le formule ufficiali e diplomatiche ed il metodo da seguire per la decifrazione dei manoscritti.
Montfaucon distinse due grandi categorie di scritture librarie greche: da un lato l'onciale, fatta di maiuscole, il cui nome prese in prestito dai latinisti e che lui conosceva male, dal momento che ve n'erano pochi esempi a Parigi; dall'altro lato le scritture legate, fatte di minuscole, che invece conosceva bene, grazie al Gabinetto del Re e alla Collezione del Duca di Coislin.
Inoltre pubblicò nel 1739 il catalogo dei manoscritti greci conservati nelle principali biblioteche europee.
Il metodo esposto nella sua opera teorica è quello che Montfaucon ha effettivamente seguito nella pubblicazione delle opere dei Padri della Chiesa greca, cui ha dedicato tanti anni della sua vita. In particolare ha pubblicato le opere complete di Sant'Atanasio di Alessandria e di San Giovanni Crisostomo. Nel 1714 pubblicò i frammenti che aveva raccolto degli Exapla di Origene.
Dom Bernard de Montfaucon ha anche contribuito a far nascere l'archeologia come scienza che aiuta la storia a fondarsi non solo sui documenti, ma anche sui monumenti.
In questo senso pubblicò fra il 1719 ed il 1724 L'Antiquité expliquée et représentée en figures in 15 volumi, che presentava per la prima volta le antichità romane e quelle greche insieme. L'opera conteneva 1120 incisioni su rame in folio di edifici ed oggetti dell'antichità classica, nonché rappresentazioni di usi ed istituzioni antiche.
Infine in Les monumens de la Monarchie françoise descrisse i monumenti archeologici francesi dalla Preistoria al Medioevo: fra di essi anche l'Arazzo di Bayeux, che era stato "riscoperto" pochi anni prima e che grazie a quest'opera fu portato all'attenzione del pubblico.
Con quest'opera Bernard de Montfaucon fu anche fra i primi studiosi ad interessarsi alla Preistoria e, sebbene non abbia dato contributi significativi alla materia, suscitò l'interesse dei successivi studiosi, come Nicolas Mahudel.

## Opere
- Analecta graeca, sive varia opuscula graeca inedita (Parigi, 1688)
- S. Athanasii opera omnia (Parigi, 1698)
- Diarium italicum (Parigi, 1702)
- Bibliotheca Coisliniana (Parigi, 1705)
- Collectio nova patrum graecorum (1706)
- Palaeographia Graeca, sive, De ortu et progressu literarum graecarum (Paris, 1708)
- Bibliotheca Coisliniana olim Segueriana, (Parigi, 1715)
- L'antiquité expliquée et representée en figures-Antiquitas explanatione et schematibus illustrata (15 voll., Parigi, 1719-1724)
- Les monuments de la monarchie française (5 voll., Parigi, 1729-1733)
- Sancti patris nostri Ioannis Chrisostomi opera omnia (Parigi, 1718—1738; seconda edizione 1735—1740)
- Bibliotheca bibliothecarum manuscriptorum nova (2 voll., Parigi, 1739)